# 我的自由年代
《我的自由年代》（英語：In A Good Way），2013年三立華人電視劇週五檔系列第四部作品。由李國毅、任容萱、是元介、翁滋蔓領銜主演。本劇劇情以西元1995-1999年代大學校園生活為故事背景，主要取景地為國立中央大學與國立宜蘭大學。2013年10月16日開鏡，2014年4月23日殺青，三立都會台於2013年11月15日晚上10點首播，2014年5月16日播出最終回，全劇共26集。東森綜合台於2013年11月16日晚上8點播出。接檔《就是要你愛上我》。是三立華人電視劇週五檔系列集數最多的一齣，亦為都會台播出的塊狀戲劇節目中集數最多者，總播出長度最長者。本劇以最高收視率2.67名列三立週五檔。

## 播出時間

### 首播
| 頻道       | 所在地              | 播映日期                    | 播出時間                       | 備註       |
| ---------- | ------------------- | --------------------------- | ------------------------------ | ---------- |
| 三立都會台 | 臺灣                | 2013年11月15日              | 每週五 22:00 - 23:30           |            |
| 東森綜合台 | 臺灣                | 2013年11月16日              | 每週六 20:00 - 21:30           |            |
| 中視數位台 | 臺灣                | 2014年8月19日 （至9月12日） | 每週一至週五 21:00 - 22:00     | 一小時播出 |
| 中視數位台 | 臺灣                | 2014年9月15日               | 每週一至週四 23:00 - 24:00     | 一小時播出 |
| 三立國際台 | 臺灣                | 2018年11月4日               | 每週日 22:00-00:00（两集连播） | 一小時播出 |
| 星和都會台 | 新加坡              | 2013年12月8日               | 每週日 22:00 - 23:30           |            |
| Astro雙星  | 马来西亚            | 2014年6月9日                | 每週一至週五 22:30 - 23:30     | 一小時播出 |
| dimsum     | 马来西亚 · 新加坡 · | 2020年5月21日               | 全集上架                       | 60分鐘版   |
| 煲劇2台    | 香港                | 2014年7月21日               | 每週一至週五 18:30 - 19:30     | 一小時播出 |
| 高清翡翠台 | 香港                | 2015年7月6日                | 每週一至週五 07:00 - 08:00     | 一小時播出 |
| Youtube    | 部分地區            | 2019年12月13日              | 每週五 23:30 上架              |            |

### 重播
| 頻道        | 所在地   | 播映日期                           | 播出時間                                |
| ----------- | -------- | ---------------------------------- | --------------------------------------- |
| 三立都會台  | 臺灣     | 2013年11月16日                     | 每週六 04:00 - 05:30                    |
| 三立都會台  | 臺灣     | 2013年11月17日                     | 每週日 15:00 - 16:30                    |
| 三立都會台  | 臺灣     | 2013年11月22日                     | 每週五 09:00 - 10:30                    |
| 三立都會台  | 臺灣     | 2013年11月22日                     | 每週五 14:00 - 15:30                    |
| 三立都會台  | 臺灣     | 2014年4月28日                      | 每週一 00:00 - 01:30                    |
| 三立都會台  | 臺灣     | 2017年7月14日                      | 每週一至週五 20:00 - 21:00              |
| 三立都會台  | 臺灣     | 2017年7月15日                      | 每週二至週六 00:00 - 01:00              |
| 三立都會台  | 臺灣     | 2017年7月17日                      | 每週一至週五 13:00 - 14:00              |
| 三立都會台  | 臺灣     | 2019年12月13日 （至2020年6月12日） | 每週五 22:00 - 23:30                    |
| 東森綜合台  | 臺灣     | 2013年11月16日                     | 每週六 23:00 - 24:30                    |
| 東森綜合台  | 臺灣     | 2013年11月17日                     | 每週日 09:00 - 10:30                    |
| 東森綜合台  | 臺灣     | 2013年11月17日                     | 每週日 20:00 - 21:30                    |
| 東森綜合台  | 臺灣     | 2013年11月17日                     | 每週日 23:00 - 24:30                    |
| 東森綜合台  | 臺灣     | 2017年7月14日                      | 每週一至週五 21:00 - 22:00              |
| 東森綜合台  | 臺灣     | 2017年7月15日                      | 每週二至週六 03:00 - 04:00              |
| 東森綜合台  | 臺灣     | 2017年7月17日                      | 每週一至週五 07:00 - 08:00              |
| 中視數位台  | 臺灣     | 2014年8月20日 （至9月12日）        | 每週一至週五 17:00 - 17:58              |
| 中視數位台  | 臺灣     | 2014年9月15日                      | 每週一至週四 10:00 - 11:00              |
| 東森綜合台  | 臺灣     | 2015年5月10日 （至8月16日）        | 每週日 20:00 - 22:00                    |
| 東森綜合台  | 臺灣     | 2015年8月22日 （至10月17日）       | 每週六 07:00 - 09:00                    |
| 三立戲劇台  | 臺灣     | 2016年3月6日                       | 每週日 22:00 - 24:00                    |
| 三立戲劇台  | 臺灣     | 2016年3月12日                      | 每週六至週日 04:00 - 06:00              |
| 三立戲劇台  | 臺灣     | 2016年3月12日                      | 每週六至週日 16:00 - 18:00              |
| 三立戲劇台  | 臺灣     | 2017年11月5日 （至4月15日）        | 每週日 18:00 - 20:00                    |
| 三立戲劇台  | 臺灣     | 2017年11月11日 （至4月21日）       | 每週六 06:00 - 08:00                    |
| 三立戲劇台  | 臺灣     | 2017年11月11日 （至4月21日）       | 每週六 12:00 - 14:00                    |
| 三立國際台  | 臺灣     | 2018年11月5日                      | 每週一 05:00-07:00（两集连播）          |
| 三立國際台  | 臺灣     | 2018年11月5日                      | 每週一 12:00-14:00（两集连播）          |
| Astro雙星   | 马来西亚 | 2014年6月10日                      | 每週一至週五 21:30 - 22:30              |
| Astro雙星   | 马来西亚 | 2014年6月14日                      | 每週六 13:30 - 17:30 （一星期完整重播） |
| 煲劇2台     | 香港     | 2014年7月21日                      | 每週一至週五 21:30 - 22:30              |
| 煲劇2台     | 香港     | 2014年7月22日                      | 每週一至週五 12:30 - 13:30              |
| 高清翡翠台  | 香港     | 2015年7月6日                       | 每週一至週五 18:00 - 19:00              |
| 高清翡翠台  | 香港     | 2015年7月7日                       | 每週二至週六 02:30 - 03:30              |
| Astro喜悦HD | 马来西亚 | 2015年9月24日                      | 每週一至週五 14:00 - 15:00              |
| Astro喜悦HD | 马来西亚 | 2015年9月25日                      | 每週二至週六 01:30 - 02:30              |
| J5          | 香港     | 2016年9月3日                       | 每週六 13:00 - 15:00 （兩集連播）       |

## 演員陣容

### 主要演員
| 演員   | 角色   | 介紹 | 登場集數 | 粤語配音 |
| 李國毅 | 劉杉峰 | 天蠍座，城東大學法律系、歷史系雙主修，外號流川，校園風雲人物，又是IQ170的天才，深受師長和同學崇拜，朋友常嫌他過于理智，但他不以為意，出生於政治世家，與阿慶、日祁是好友兼室友，三劍客之一，是前尋寶社社長，新任尋寶社長是人維。 | 全劇     | 曹啟謙   |
| 任容萱 | 林嘉恩 | 射手座，城東大學外文系，外號Joan，從屏東北上讀書的單純女孩，與白雪、Tracy、小薇是好友，尋寶社一員。 | 全劇     | 黃昕瑜   |
| 是元介 | 鄭人維 | 水瓶座，城東大學企管系，天之驕子，會彈吉他，擅長打保齡球，人稱Strike王，與阿弟、仔仔、Jacky是好友，城東鋼鐵男之一，尋寶社一員，是尋寶社新社長。                                                                                 | 全劇     | 李致林   |
| 翁滋蔓 | 白雪芬 | 獅子座，城東大學外文系，外號白雪、Janet，校園夢中情人，善良溫柔，很照顧學妹，與嘉恩、Tracy、小薇是好友，前尋寶社副社長。 | 全劇     | 陳皓宜   |

### 其他演員
| 演員   | 角色   | 介紹 | 登場集數                                 | 粤語配音 |
| 孫其君 | 謝慶祐 | 城東大學法律系，外號阿慶，流川從小到大的好友，常常因為去找女朋友而不在宿舍，與流川、日祁是好友兼室友，三劍客之一，尋寶社一員。                                                                                             | 全劇                                     | 黃積權   |
| 姚淳耀 | 廖日祁 | 城東大學歷史系，家中開當鋪，與流川同修歷史、也住同一間宿舍，是個素食主義者，常常出去偶爾才回宿舍住，與流川、阿慶是好友兼室友，三劍客之一，尋寶社一員。                                                                     | 3-26                                     | 李鎮然   |
| 黃甄妮 | 丁小薇 | 城東大學外文系，外號OMEGA女孩，在漫畫店打工，嘉恩的同班同學兼好友，與Tracy宿舍同寢，與嘉恩、白雪、Tracy是好友，Tracy的室友，尋寶社一員。                                                                                   | 3-26                                     | 羅孔柔   |
| 林舒語 | 崔心琪 | 城東大學觀光系，外號Tracy，是很有想法的新女性，與嘉恩、白雪、小薇是好友，小薇的室友，尋寶社、熱舞社的一員。 | 4-26                                     | 何寶珊   |
| 陸正希 | 王建國 | 城東大學園藝系，外號阿弟，與人維、仔仔、Jacky是好友，人維、仔仔的室友，城東鋼鐵男之一，原本是港片研究社社員，後來被拉入尋寶社。                                                                                            | 全劇                                     | 張方正   |
| 地 球  | 王傑克 | 城東大學資工系，外號Jacky，時常說出好笑的話，與人維、阿弟是好友，城東鋼鐵男之一，尋寶社一員。 | 4-26                                     | 黃啟昌   |
| 樓學賢 | 劉松衡 | 杉峰的父親。是名立法委員。為流川鋪好未來的路，卻不懂自己兒子的想法。為了不讓流川因為抗議評分不公事件被退學，向學校關說。將流川爺爺留下的物品全數捐出，似乎有不法交易。在法庭上，挺身守護流川，讓流川陷入真理與親情的抉擇。 | 5, 7-8, 11, 13-15, 17, 19-26             | 潘文柏   |
| 廖 峻  | 林招富 | 1947年8月23日生，嘉恩的父親。上台北與麗君一起開間“思想起紅茶店”。和嘉恩突然迷上了靈異節目。生日到了，期望流川可以給嘉恩自由。                                                                                              | 2-3, 5-6, 9, 11, 13, 15-16, 20-21, 23-26 | 陳永信   |
| 馬維欣 | 游麗君 | 嘉恩的母親。上台北與招富一起開間“思想起紅茶店”。曾在城東大學舉辦“紅茶告白大聲說”活動。 | 2-3, 5-6, 9, 11, 13, 15-16, 20-21, 23-25 | 沈小蘭   |
| 博美犬 | MOMO   | 劉杉峰的寵物，本來是阿慶撿回來的，但都是流川在照顧它。咬破捲紙玩具，讓流川傷心不已。 | 1-5, 7, 9-14, 16, 19-21, 24-26           | －       |

### 客串演出
| 演員     | 角色           | 介紹 | 登場集數           | 粤語配音 |
| 楊 烈    | 鄭大巍         | 人維的父親，曾和人維與秋燕開玩笑說如果人維考上臺北學校我們老的當他的書僮 ，要人維再被當就回家養魚。思想守舊，常看扁人維沒出息。 | 1, 9, 15-16, 18-20 | 招世亮   |
| 吳佳珊   | 薛秋燕         | 人維的母親。常在大巍與人維之間作調劑，化解二人衝突。                                                                            | 1, 15-16, 20       | 袁淑珍   |
| 郭沛昱   | 尋寶社男社員   | | 1-4, 6, 8          | 陳灝瑋   |
| 喬子齊   | 尋寶社男社員   | | 1-4, 6, 8          | 蘇強文   |
| 馬世莉   | 馬 麗          | 男女舍通管的資深舍監，Tracy的姑姑，大家都巴結叫她馬麗姐姐，很疼愛阿慶。                                                         | 1-3, 7-8           | 許盈     |
| 張善為   | 詹宇璽         | 城東大學法律系，外號仔仔。 | 1-3                | 關令翹   |
| 趙       | 游泳隊長       | 城東大學的游泳隊長，於紅茶告白活動向白雪告白失敗。                                                                              | 2                  |          |
| 余月如   | 劉思璇         | 大四學姐，尋寶社社員。 | 2                  | 吳羨婷   |
| 謝麗金   | 阿金姐         | 餐廳的姊姊。 | 3                  | 謝潔貞   |
| 林筳諭   | 小兔學姊       | 城東大學觀光系，Tracy的直屬學姊，阿慶好友阿虎之女友。                                                                           | 4-6, 11, 18        | 柚子蜜   |
| 蘇立軒   | 尋寶社男社員   | | 4, 8               |          |
| 紀嘉杰   | 尋寶社男社員   | | 4                  |          |
| 王心嫚   | 尋寶社女社員   | | 4, 6               |          |
| 張翎翎   | 尋寶社女社員   | | 4, 6               |          |
| 周家安   | 尋寶社女社員   | | 4, 6               |          |
| 林玟誼   | 張婷婷         | 城東大學傳播系，尋寶社的一員，阿慶的前女友。                                                                                    | 6, 8-11, 15        | 張頌欣   |
| 黃鈺涵   | Nancy          | | 5                  |          |
| 莊清就   | 尋寶社男社員   | | 6                  |          |
| 況明潔   | 何碧玟         | 杉峰的母親。 | 7-8, 14, 24        | 陸惠玲   |
| 陳志強   | 常 飛          | 城東大學外文系教授。 | 8-13               | 陳欣     |
| 王道南   | 校長           | 城東大學校長。 | 12-13              | 盧國權   |
| 伍 佰    | 伍 佰          | 擔任抗議評分不公演唱會歌手。 | 12-13              | 葉振聲   |
| 張震嶽   | 張震嶽         | 擔任抗議評分不公演唱會歌手。 | 12-13              | －       |
| 星星王子 | 尋寶社評鑑老師 | | 14-15              | 李錦綸   |
| 張昌緬   | 尋寶社評鑑老師 | | 14-15              | 伍秀霞   |
| 詹佳儒   | 小薇同事       | 幫日祈轉達留言和禮物。 | 18                 |          |
| 蕭耀宗   | 搭訕男         | 搭訕Tracy。 | 18                 |          |
| 徐瑞陽   | 搭訕男         | 搭訕Tracy。 | 18                 |          |
| 林伯叡   | 搭訕男         | 搭訕Tracy。 | 18                 |          |
| 駱炫銘   | 人維兒子       | 人維想像自己未來的生活情形，和嘉恩有兒子，實際上並未和嘉恩有兒子。                                                              | 18                 |          |
| 廖珮妤   | 人維女兒       | 人維想像自己未來的生活情形，和嘉恩有女兒，實際上並未和嘉恩有女兒。                                                              | 18                 |          |
| 劉亮佐   | 謝柏輝         | 謝慶祐的父親，是名律師。 | 19, 22, 24-26      | 劉昭文   |
| 龍劭華   | 張嘉霖         | 太平輪罹難者張東陽和江菊蓮的兒子。                                                                                              | 22                 | 張炳強   |
|          | 江菊蓮         | （張嘉霖的回憶），張嘉霖的母親。                                                                                                | 22                 | －       |
|          | 劉杉峰（幼年） | 6歲的劉杉峰。 | 22                 | 黃淑芬   |
|          | 劉平           | （劉杉峰的回憶），劉杉峰的爺爺，同時也是劉松衡的父親。                                                                          | 22                 | 盧國權   |
| 陳慕義   | 李來           | 賣麻糬維生。 | 23-24              | 朱子聰   |
| 康茵茵   | 主持人         | 訪問劉松衡及劉杉峰的主持人。 | 24                 | 柚子蜜   |
| 楊騏     | 組長           | 於劉松衡剪綵時，帶隊將他帶走。                                                                                                  | 24                 | 葉振聲   |
| 管謹宗   | 江守恆         | 與遠生集團董事長和其他委員串供陷害劉松衡。                                                                                      | 24-26              | 李錦綸   |
| 翁國豪   | 檢察官         | 起訴劉松衡的檢察官。 | 25-26              | 張錦江   |

## 收視率
| 2013年11月15日                                                             | 1          | 0.95 | 3 孤戀花：2.51 廉政英雄：1.44 愛的生存之道：0.83 媽，親一下：0.40       | 每週五晚上10點首播 播出1小時45分鐘                                                                  |
| 2013年11月22日                                                             | 2          | 1.28 | 3 孤戀花：2.13 廉政英雄：1.69 愛的生存之道：1.02 媽，親一下：0.38       | 播出1小時45分鐘                                                                                     |
| 2013年11月29日                                                             | 3          | 1.31 | 3 孤戀花：1.85 廉政英雄：1.61 愛的生存之道：0.92 媽，親一下：0.40       | |
| 2013年12月6日                                                              | 4          | 1.66 | 2 孤戀花：1.84 廉政英雄：1.63 愛的生存之道：1.03 媽，親一下：0.40       | 播出1小時45分鐘                                                                                     |
| 2013年12月13日                                                             | 5          | 1.79 | 2 孤戀花：1.97 廉政英雄：1.53 愛的生存之道：1.39 媽，親一下：0.23       | |
| 2013年12月20日                                                             | 6          | 2.39 | 1 孤戀花：1.87 廉政英雄：1.67 愛的生存之道：1.30 媽，親一下：0.28       | 播出1小時45分鐘 有線收視：2.90                                                                      |
| 2013年12月27日                                                             | 7          | 2.21 | 1 孤戀花：1.88 廉政英雄：1.45 愛的生存之道：1.07 媽，親一下：0.28       | 播出1小時45分鐘                                                                                     |
| 2014年1月3日                                                               | 8          | 2.12 | 1 孤戀花：2.03 廉政英雄：1.33 愛的生存之道：1.04 媽，親一下：0.24       | 台視——愛的生存之道完結篇（平均收視：0.98）                                                          |
| 2014年1月10日                                                              | 9          | 2.25 | 1 孤戀花：1.82 廉政英雄：1.51 流氓蛋糕店：0.83 媽，親一下：0.29         | 播出1小時45分鐘 台視——流氓蛋糕店首播                                                                |
| 2014年1月17日                                                              | 10         | 2.36 | 1 孤戀花：2.02 廉政英雄：1.76 流氓蛋糕店：0.76 媽，親一下：0.34         | 播出1小時45分鐘                                                                                     |
| 2014年1月24日                                                              | 11         | 2.28 | 1 孤戀花：1.84 廉政英雄：1.57 流氓蛋糕店：0.49 媽，親一下：0.31         | |
| 2014年1月31日，三立都會台改播出初一特別節目《自由過年ing》，故暫停播出一次 |            |      |                                                                         | |
| 2014年2月7日                                                               | 12         | 2.67 | 1 孤戀花：2.23 廉政英雄：1.54 流氓蛋糕店：0.88 媽，親一下：0.23         | 播出1小時45分鐘 有線收視率：3.26                                                                    |
| 2014年2月14日                                                              | 13         | 2.50 | 1 孤戀花：2.22 廉政英雄：1.62 流氓蛋糕店：0.92 媽，親一下：0.24         | 播出1小時45分鐘                                                                                     |
| 2014年2月21日                                                              | 14         | 2.40 | 1 孤戀花：2.31 廉政英雄：1.37 流氓蛋糕店：0.78 媽，親一下：0.14         | 播出1小時45分鐘                                                                                     |
| 2014年2月28日                                                              | 15         | 2.32 | 2 孤戀花：2.37 廉政英雄：1.37 流氓蛋糕店：0.65 媽，親一下：0.26         | 播出1小時45分鐘 三立台灣台——孤戀花完結篇（平均收視：2.09） 中視——媽，親一下完結篇（平均收視：0.29） |
| 2014年3月7日                                                               | 16         | 2.36 | 1 熱海戀歌：2.22 廉政英雄：1.45 流氓蛋糕店：0.56                        | 播出1小時45分鐘 三立台灣台——熱海戀歌首播                                                            |
| 2014年3月14日                                                              | 17         | 2.35 | 1 熱海戀歌：1.92 廉政英雄：1.47 流氓蛋糕店：0.50                        | 播出1小時45分鐘                                                                                     |
| 2014年3月21日                                                              | 18         | 2.13 | 1 熱海戀歌：1.61 廉政英雄：1.24 流氓蛋糕店：0.48                        | 播出1小時45分鐘                                                                                     |
| 2014年3月28日                                                              | 19         | 1.96 | 1 熱海戀歌：1.80 廉政英雄：1.47 流氓蛋糕店：0.53                        | 播出1小時45分鐘                                                                                     |
| 2014年4月4日                                                               | 20         | 2.01 | 1 廉政英雄：1.51 熱海戀歌：1.44 流氓蛋糕店：0.73                        | 播出1小時45分鐘                                                                                     |
| 2014年4月11日                                                              | 21         | 1.85 | 1 熱海戀歌：1.44 廉政英雄：1.39 流氓蛋糕店：0.53                        | 播出1小時45分鐘                                                                                     |
| 2014年4月18日                                                              | 22         | 1.85 | 1 熱海戀歌：1.62 廉政英雄：1.53 流氓蛋糕店：0.65 巷弄裡的那家書店：0.20 | 華視——巷弄裡的那家書店首播 台視——流氓蛋糕店完結篇                                                   |
| 2014年4月25日                                                              | 23         | 1.68 | 1 熱海戀歌：1.61 廉政英雄：1.36 威廉王子：0.44 巷弄裡的那家書店：0.26   | 台視——威廉王子首播                                                                                  |
| 2014年5月2日                                                               | 24         | 1.24 | 3 熱海戀歌：1.87 廉政英雄：1.34 威廉王子：0.48 巷弄裡的那家書店：0.17   | |
| 2014年5月9日                                                               | 25         | 1.46 | 3 廉政英雄：1.54 熱海戀歌：1.49 威廉王子：0.53 巷弄裡的那家書店：0.15   | |
| 2014年5月16日                                                              | 26         | 1.77 | 1 廉政英雄：1.36 熱海戀歌：1.23 威廉王子：0.54 巷弄裡的那家書店：0.16   | 自由最終回                                                                                          |
| 平均收視率                                                                 | 平均收視率 | 1.97 |                                                                         | |

- 同時段戲劇：民視：《廉政英雄》、三立臺灣台：《孤戀花》/《熱海戀歌》、台視：《愛的生存之道》/《流氓蛋糕店》/《威廉王子》、中視：《媽，親一下！》、華視：《巷弄裡的那家書店》
- 由AGB尼爾森調查，調查範圍是四歲以上收看電視之觀眾。
- 資料來源：中時娛樂、凱絡媒體週報、電視劇收視率排行榜-人氣榜-台灣-偶像劇場 （页面存档备份，存于）

## 電視劇歌曲
- 除標示(#)的歌曲外，其餘歌曲都被列入此劇的電視原聲帶中。[2]

| 曲別   | 歌名                                     | 演唱者 | 作詞           | 作曲   |
| 片頭曲 | Good Morning, Hard City                  | 符致逸 | 林夕           | 符致逸 |
| 片尾曲 | 明明愛你                                 | 林凡   | 李玟萱         | 鍾達茵 |
| 插曲   | 幸福的理由 (#)                           | 卓文萱 | 卓文萱         | 陳韋伶 |
| 插曲   | 妳要我愛什麼 (#)                         | 符致逸 | 李玟萱、符致逸 | 符致逸 |
| 插曲   | 沒有理由偽裝成理由 (#)                   | 孫盛希 | Molly Lin      | 孫盛希 |
| 插曲   | 然而                                     | 陳昇   | 陳昇           | 陳昇   |
| 插曲   | 為愛癡狂                                 | 劉若英 | 陳昇           | 陳昇   |
| 插曲   | 彩虹的你                                 | 陳昇   | 陳昇           | 陳昇   |
| 插曲   | 擁擠的樂園                               | 陳昇   | 陳昇           | 陳昇   |
| 插曲   | FREE NIGHT                               | 張震嶽 | 張震嶽         | 張震嶽 |
| 插曲   | 先這樣吧                                 | 張震嶽 | 張震嶽         | 張震嶽 |
| 插曲   | 愛我別走                                 | 張震嶽 | 張震嶽         | 張震嶽 |
| 插曲   | 牽掛                                     | 伍佰   | 伍佰           | 伍佰   |
| 插曲   | 愛的代價                                 | 張艾嘉 | 李宗盛         | 李宗盛 |
| 插曲   | 留在愛你的原地 (OT：明明愛你)            |        |                | 符致逸 |
| 插曲   | 自由的靈魂 (OT：Good Morning, Hard City) |        |                | 鍾達茵 |

## 獎項

### 第49屆金鐘獎
| 年份   | 獲提名           | 獎項             | 結果 |
| ------ | ---------------- | ---------------- | ---- |
| 2014年 | 《我的自由年代》 | 戲劇節目獎       | 提名 |
| 2014年 | 吳蒙恩           | 戲劇節目導演獎   | 提名 |
| 2014年 | 許芸齊、吳佩珍   | 戲劇節目編劇獎   | 提名 |
| 2014年 | 是元介           | 戲劇節目男配角獎 | 提名 |
| 2014年 | 《我的自由年代》 | 節目行銷獎       | 獲獎 |

### 2014華劇大賞
| 年份   | 獲提名                                           | 獎項                   | 結果 |
| ------ | ------------------------------------------------ | ---------------------- | ---- |
| 2014年 | 李國毅、任容萱                                   | 最佳接吻獎             | 提名 |
| 2014年 | 廖峻(本劇飾演:林招富)                            | 最佳師奶殺手獎         | 提名 |
| 2014年 | 馬世莉(本劇飾演:馬麗)                            | 最佳婆媽獎             | 提名 |
| 2014年 | 李國毅                                           | 微博兩岸三地人氣獎     | 提名 |
| 2014年 | 李國毅(本劇飾演:劉杉峰)、任容萱(本劇飾演:林嘉恩) | 最佳催淚獎             | 提名 |
| 2014年 | 李國毅、任容萱                                   | 最佳螢幕情侶獎         | 獲獎 |
| 2014年 | 李國毅                                           | 最佳華流明星獎         | 提名 |
| 2014年 | 李國毅                                           | 最佳男演員獎           | 提名 |
| 2014年 | 是元介(本劇飾演:鄭人維)                          | 最佳男演員獎           | 提名 |
| 2014年 | 任容萱                                           | 最佳女演員獎           | 提名 |
| 2014年 | 《我的自由年代》                                 | 觀眾票選最受歡迎戲劇獎 | 提名 |

## 製作團隊

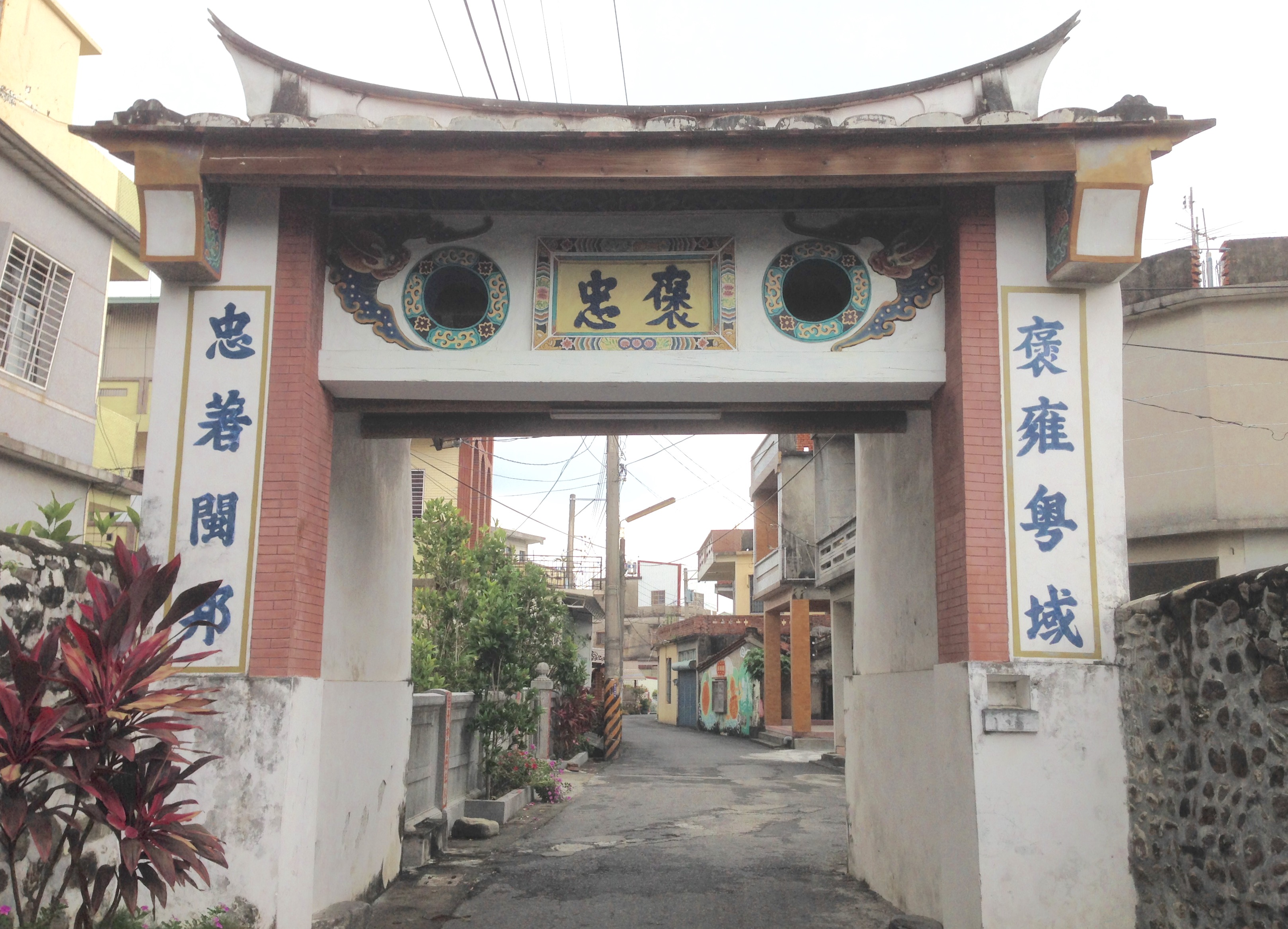
佳冬鄉西隘門，為劇中林嘉恩騎單車、被鄭人維以機車載回家的場景。。

- 監製：謝禮如
- 製作人：郭建宏、張曼娜、楊啟仙
- 助理監製：呂承嬡、顏頲
- 編劇統籌：許芸齊、吳佩珍
- 協力編劇：吳瑾蓉、林宇辰、馮勃棣
- 導演：吳蒙恩
- 統籌：陳俊安
- 製作公司：三立電視、映畫傳播

## 外部連結
- 官方网站－三立
- 官方网站－東森
- 官方网站－中視
- 官方网站－香港無綫電視
- 我的自由年代的Facebook專頁
- 官方网站－線上收看（Vidol影音）
- 互联网电影数据库（IMDb）上《我的自由年代》的资料（英文）
- 我的自由年代 （页面存档备份，存于）－LINE TV(新版)

| 臺灣 三立都會台 每週五 22:00 - 23:30 · 每週五 22:00 - 23:45                                       | 臺灣 三立都會台 每週五 22:00 - 23:30 · 每週五 22:00 - 23:45 | 臺灣 三立都會台 每週五 22:00 - 23:30 · 每週五 22:00 - 23:45 |
| ------------------------------------------------------------------------------------------------- | ----------------------------------------------------------- | ----------------------------------------------------------- |
|                                                                                                   | 我的自由年代 （2013年11月15日－2014年5月16日）              |                                                             |
| 就是要你愛上我 （2013年6月21日－2013年11月8日）                                                   | 喜歡·一個人 （2014年5月23日－2014年10月17日）               |                                                             |
| 每週一至週五 20:00 - 21:00                                                                        |                                                             |                                                             |
| 喜歡·一個人（重播） （2017年6月2日－2017年7月13日）                                               | 我的自由年代（重播） （2017年7月14日－2017年9月5日）        | 極品絕配（重播） （2017年9月6日-2017年10月23日）            |
| 每週五 22:00 - 23:30 2020年1月24日 暂停播映 2020年5月29日起，改为每週五 22:00 - 01:00（两集连播） |                                                             |                                                             |
| 俗女養成記 （2019年10月25日－2019年12月6日）                                                      | 我的自由年代（重播） （2019年12月13日－2020年6月12日）      | 浪漫輸給你（重播） （2020年6月19日－2020年10月30日）        |

| 臺灣 三立戲劇台 每週日 22:00 - 24:00             | 臺灣 三立戲劇台 每週日 22:00 - 24:00                 | 臺灣 三立戲劇台 每週日 22:00 - 24:00 |
| ------------------------------------------------ | ---------------------------------------------------- | ------------------------------------ |
|                                                  | 我的自由年代 （2016年3月6日－2016年8月14日）         |                                      |
| 就是要你愛上我 （2015年10月18日－2016年2月28日） | 愛上兩個我 （2016年8月14日－2016年12月4日）          |                                      |
| 每週日 22:30 - 24:00                             |                                                      |                                      |
| 倪亞達 （2019年8月25日－2020年1月12日）          | 我的自由年代（重播） （2020年1月19日－2020年8月2日） | 一千個晚安 （2020年8月9日－）        |

| 臺灣 東森綜合台 每週六 20:00 - 21:30 · 每週六 20:00 - 21:45 | 臺灣 東森綜合台 每週六 20:00 - 21:30 · 每週六 20:00 - 21:45 | 臺灣 東森綜合台 每週六 20:00 - 21:30 · 每週六 20:00 - 21:45 |
| ----------------------------------------------------------- | ----------------------------------------------------------- | ----------------------------------------------------------- |
|                                                             | 我的自由年代 （2013年11月16日－2014年5月17日）              |                                                             |
| 就是要你愛上我 （2013年6月22日－2013年11月9日）             | 喜歡·一個人 （2014年5月24日－2014年10月18日）               |                                                             |
| 每週一至週五 21:00 - 22:00                                  |                                                             |                                                             |
| 喜歡·一個人（重播） （2017年6月2日－2017年7月13日）         | 我的自由年代（重播） （2017年7月14日－2017年9月5日）        | 必勝練習生（重播） （2017年9月6日-2017年10月10日）          |

| 新加坡 星和都會台 每週日 22:00 - 23:30 · 每週日 22:00 - 23:45 | 新加坡 星和都會台 每週日 22:00 - 23:30 · 每週日 22:00 - 23:45 | 新加坡 星和都會台 每週日 22:00 - 23:30 · 每週日 22:00 - 23:45 |
| ------------------------------------------------------------- | ------------------------------------------------------------- | ------------------------------------------------------------- |
|                                                               | 我的自由年代 （2013年12月8日－2014年6月8日）                  |                                                               |
| 就是要你愛上我 （2013年7月14日－2013年12月1日）               | 喜歡·一個人 （2014年6月15日－2014年11月9日）                  |                                                               |

| 马来西亚 Astro双星 每週一至週五 22:30 - 23:30 | 马来西亚 Astro双星 每週一至週五 22:30 - 23:30 | 马来西亚 Astro双星 每週一至週五 22:30 - 23:30 |
| --------------------------------------------- | --------------------------------------------- | --------------------------------------------- |
|                                               | 我的自由年代 （2014年6月9日－2014年8月12日）  |                                               |
| 回到愛以前 （2014年4月21日－2014年6月6日）    | 愛上兩個我 （2014年8月13日－2014年9月25日）   |                                               |

| 香港 無綫網絡電視煲劇2台 每週一至週五 18:30 - 19:30                  | 香港 無綫網絡電視煲劇2台 每週一至週五 18:30 - 19:30 | 香港 無綫網絡電視煲劇2台 每週一至週五 18:30 - 19:30 |
| -------------------------------------------------------------------- | --------------------------------------------------- | --------------------------------------------------- |
|                                                                      | 我的自由年代 （2014年7月21日－2014年9月23日）       |                                                     |
| 愛的婦產科 （2014年6月25日－2014年7月18日）                          | 女人30 （2014年9月24日－2015年1月7日）              |                                                     |
| 香港 高清翡翠台 每週一至週五 日日好戲場 07:00 - 08:00及18:00 - 19:00 |                                                     |                                                     |
| 小資女孩向前衝 （2015年5月11日－2015年7月3日）                       | 我的自由年代 （2015年7月6日－2015年9月8日）         | 失戀33天 （2015年9月9日－2015年10月16日）           |

| 臺灣 三立國際台 每週日 22:00 - 00:00        | 臺灣 三立國際台 每週日 22:00 - 00:00         | 臺灣 三立國際台 每週日 22:00 - 00:00 |
| ------------------------------------------- | -------------------------------------------- | ------------------------------------ |
|                                             | 我的自由年代 （2018年11月4日-2019年4月14日） |                                      |
| 喜歡·一個人 （2018年7月8日－2018年11月4日） | 22K夢想高飛 （2019年4月21日-2019年8月18日）  |                                      |